# تازه‌آباد امین (دیواندره)
تازه‌آباد امین یک روستا در ایران است که در دهستان سارال در شهرستان دیواندره استان کردستان واقع شده‌است. تازه‌آباد امین ۲۵۵ نفر جمعیت دارد.